# Eli Kassner
Eli Kassner (Viena, Austria, 27 de mayo de 1924) es un maestro de guitarra clásica canadiense.

## Biografía
Eli Kassner estudió guitarra en Austria e Israel, antes de mudarse a Canadá en 1951. También estudió en Estados Unidos y España, donde recibió clases del virtuoso guitarrista clásicos Andrés Segovia. Se dedicó a la interpretación hasta 1967.
En 1956 fundó la Guitar Society of Toronto, que presidió entre 1960 y 1966. Desde 1970 hasta 2008 ejerció como director artístico de dicha sociedad. En 1967 fundó la Eli Kassner Guitar Academy.
Desarrolló los programas de guitarra de la Universidad de Toronto y del Royal Conservatory of Music de Toronto (RCMT) en 1959 e impulsó la creación del grupo University of Toronto Guitar Ensemble en 1978.
Durante los 70, Kassner comenzó a interesarse por la microfotografía. Trabajó como compositor e intérprete para las series de televisión de la CBC, The Lively Arts y The Nature of Things.
Eli Kassner fue galardonado con un doctorado honoris causa por la Universidad de Carleton. Fue también incluido en el Salón de la Fama de la Guitar Foundation of America. En 2009, la Guitar Society of Toronto, homenajeó a Eli Kassner nombrándolo "director artístico emérito" de por vida.
En 2016, fue designado miembro de la Orden de Canadá.
Entre los estudiantes a los que Kassner dio clases destacan Liona Boyd, Annabelle Chvostek, Jesse Cook, Atom Egoyan, Norbert Kraft, Gordon O'Brien y Pavlo Simtikidis.